# Harford
Harford är en by och en civil parish i South Hams i Devon i England. Orten har 77 invånare (2001). Byn nämndes i Domedagsboken (Domesday Book) år 1086, och kallades då Hereford/Hereforda.